# Niko Kranjčar
Niko Kranjčar (* 13. srpna 1984, Záhřeb, SR Chorvatsko, SFR Jugoslávie) je chorvatský záložník a bývalý mládežnický i seniorský reprezentant, od roku 2016 působí v klubu Rangers FC. Jeho otec Zlatko býval také profesionálním fotbalistou a reprezentantem své země.

## Klubová kariéra
- SK Rapid Wien (mládež)
- GNK Dinamo Zagreb (mládež)
- GNK Dinamo Zagreb 2001–2005
- HNK Hajduk Split 2005–2006
- Portsmouth FC 2006–2009
- Tottenham Hotspur FC 2009–2012
- FK Dynamo Kyjev 2012–2016
- →  Queens Park Rangers FC (hostování) 2013–2015
- New York Cosmos 2016
- Rangers FC 2016–

## Reprezentační kariéra
Kranjčar nastupoval v chorvatských mládežnických reprezentacích U16, U17, U19 a U21.
V A-týmu Chorvatska debutoval 29. 1. 2006 v přátelském zápase proti reprezentaci Jižní Korey (prohra 0:2). Celkově za chorvatský národní výběr odehrál 81 zápasů a vstřelil v něm 16 branek. Zúčastnil se MS 2006 v Německu, EURA 2008 v Rakousko a Švýcarsku, a EURA 2012 v Polsku a na Ukrajině.